# Gian Carlo Di Martino
Gian Carlo Di Martino Tarquino (Maracaibo, 12 de julio de 1964) es un politólogo, profesor, abogado y político italo-venezolano.Fue electo alcalde de Maracaibo en las Elecciones municipales de Venezuela de 2025. Fue cónsul de Venezuela en Milán, Italia, desde 2010 hasta 2025

## Biografía

### Estudios
Se graduó como licenciado en Ciencias Políticas y Administrativas en la Universidad Rafael Urdaneta de Maracaibo; tiene maestría en Historia de las Relaciones Internacionales Contemporáneas y Diplomáticas, especialista en relaciones internacionales por la Universidad Central de Venezuela de Caracas, y con maestría en ciencias penales y criminológicas. Es además abogado egresado de la Universidad Católica Andrés Bello de Caracas.

### Trayectoria profesional
Fue director de la Cárcel Nacional de Maracaibo. Se desempeñó como profesor de la Universidad Dr. Rafael Belloso Chacín y de la Universidad Rafael Urdaneta. También fue director de la Oficina Nacional de Identificación y Dirección de Extranjería (ONIDEX); director de seguridad y orden público de la gobernación del estado Zulia; secretario de gobierno encargado; comisionado regional antidrogas; secretario privado del gobernador; comisionado para la reestructuración del cuerpo técnico de policía judicial en el Zulia y para el deshacinamiento de los calabozos de la P.T.J.

### Alcalde de Maracaibo (2000-2008)
Llegó a ser alcalde de Maracaibo con el apoyo del entonces Gobernador del Zulia Manuel Rosales, políticamente, tomando después distancia pasando a formar parte de la corriente electoral afecta al presidente Hugo Chávez. En las elecciones regionales de diciembre de 2004 se le ofreció la candidatura para la gobernación zuliana, pero la rechazó para buscar la reelección a la alcaldía de Maracaibo, la cual ganó.
A mediados del año 2005, Di Martino fue el primer político en denunciar públicamente la estafa de La Vuelta, donde su padre fue afectado, una banca paralela donde se alega que más de 700 personas perdieron por lo menos 600 millones de dólares, que habían invertido con la promesa de intereses mensuales por sobre el 15% y el 20%. 
En enero de 2006, Di Martino comenzó una nueva polémica cuando acusó al gobernador del estado Zulia, Manuel Rosales, de supuestamente haberse reunido en Colombia con "militares golpistas que planeaban derrocar a Chávez" Pero según Manuel Rosales: "No existen pruebas y no las podrá presentar jamás porque no existe ninguna evidencia, porque tengo varios años que no voy a Colombia".
Durante 2007 promovió a la ciudad de Maracaibo como una de las sedes de la Copa América 2007, por lo que se realizaron importantes inversiones en turismo y para la ampliación y acondicionamiento del estadio Pachencho Romero de Maracaibo, consiguiendo además que las autoridades de la Conmebol seleccionaran a esta sede para que se realizará la gran final de ese evento, por encima de otras ciudades que se habían postulado como Maturín, Caracas,  Mérida o Ciudad Guayana y que contaban con el apoyo de sus respectivas Gobernaciones.
El 24 de enero de 2008, el canal de televisión por cable ZuvisionTV de Venezuela, publicó un video donde acusó al alcalde de Maracaibo Di Martino de llevar provisiones de alimento y "otros" a la guerrilla colombiana del ELN, acusaciones que Di Martino negó afirmando que se trata de un "video montado" en el que se hizo un collage de imágenes y situaciones, aclarando que quienes aparecen junto a él son, en realidad, miembros de fincas y de consejos comunales de la frontera. además el Comandante alias 'Petróleo' que aparece en el video acusado de ser guerrillero también desmintió la acusación.
Había formado con anterioridad parte del partido socialdemócrata Por la Democracia Social (PODEMOS) pero cuando esta formación se opuso a fusionarse con la nueva organización oficialista denominada PSUV, decidió separarse e ingresar en la última..

### Candidato a gobernación del Estado Zulia
En 2008, durante las elecciones primarias del PSUV, fue elegido candidato a la gobernación del Estado Zulia para las elecciones regionales de noviembre de ese año. perdiendo contra Pablo Pérez Álvarez, candidato opositor de la Mesa de la Unidad.

### Jefe del Comando de campaña "Ezequiel Zamora"
Luego se desempeñó como Jefe del Comando de campaña Ezequiel Zamora en el estado Zulia, para el referéndum para una enmienda a la Constitución Venezolana, apoyando la reforma que permitiría al presidente, alcaldes y gobernadores ser reelectos múltiples veces. Posteriormente fue enviado a Milán como cónsul de Venezuela.

### Candidato a la alcaldía de Maracaibo
En octubre de 2010 la dirección nacional del PSUV lo seleccionó como candidato del PSUV para Maracaibo, en las elecciones regionales de 2010. Perdió las elecciones ante la opositora, Evelyn Trejo de Rosales.

### Retorno a Maracaibo
Durante un congreso de PSUV fue designado candidato a la alcaldía de Maracaibo para las municipales de 2025, en dichas elecciones venció al alcalde encargado y candidato a la Gran Alianza de Maracaibo, Adrián Romero Martínez, resultado que lo obligó a volver a la alcaldía luego de 17 años.